# Від
Від (нім. Wied) — річка в Німеччині, протікає в землі Рейнланд-Пфальц, права притока Рейну. Площа басейну річки становить 770,8 км². Загальна довжина річки 102 км. Висота витоку 463 м. Висота гирла 63 м.
Річкова система річки — Рейн.
| Німеччина | Це незавершена стаття з географії Німеччини. Ви можете допомогти проєкту, виправивши або дописавши її. |